# Allan Smart
Allan Andrew Colin Smart (Perth, 8 luglio 1974) è un allenatore di calcio ed ex calciatore scozzese, di ruolo attaccante.

## Carriera

### Giocatore
Dopo aver giocato 4 partite nella quarta divisione scozzese con l'Inverness, nel corso della stagione 1994-1995 si trasferisce in Inghilterra al Preston N.E., club di quarta divisione, con cui nell'arco di due stagioni realizza 6 reti in 21 presenze (a cui aggiunge 4 presenze in terza divisione al Carlisle Utd ed una presenza in quarta divisione al Northampton Town, in due brevi periodi in prestito).
Nell'estate del 1996 si trasferisce a titolo definitivo al Carlisle, con cui segna 10 gol in 28 partite di campionato e conquista una promozione dalla quarta alla terza divisione, vincendo anche un Football League Trophy; l'anno seguente segna invece 6 reti in 16 partite in terza divisione, per poi nell'estate del 1998 passare per 100000 sterline al Watford, in seconda divisione: con gli Hornets mette a segno 7 reti in 35 partite di campionato, conquistando al termine dei play-off (in cui segna una rete in finale) una promozione in prima divisione, categoria in cui l'anno seguente (che si conclude con l'immediato ritorno in seconda divisione del club) realizza 5 reti in 14 presenze. Nella stagione 2000-2001 perde poi del tutto il posto in squadra, giocando solamente 8 partite in seconda divisione. L'anno seguente pur restando in rosa per diversi mesi non gioca invece nessuna partita ufficiale, trascorrendo in compenso due brevi periodi in prestito all'Hibernian (con cui segna un gol in 2 presenze nella prima divisione scozzese) ed allo Stoke City (con cui gioca 2 partite nella terza divisione inglese).
Nel novembre del 2001 passa poi per 225000 sterline in terza divisione all'Oldham Athletic, con la cui maglia esordisce il 1º dicembre 2001 nella partita di campionato persa per 3-1 sul campo del Cardiff City; nel resto della stagione segna 6 gol in 21 partite, venendo svincolato a fine stagione; l'anno seguente torna in Scozia, giocando 17 partite in prima divisione (senza però mai segnare) con la maglia del Dundee Utd. Nell'estate del 2003 fa quindi ritorno in Inghilterra, accasandosi in seconda divisione al Crewe Alexandra, con cui gioca 6 partite; trascorre quindi una stagione in terza divisione al MK Dons (18 presenze e 4 reti) ed una stagione in quarta divisione al Bury (13 presenze ed una rete). Trascorre poi una stagione in Irlanda del Nord al Portadown, club con cui mette a segno 5 reti in 20 presenze nella prima divisione locale. Chiude infine la carriera nel 2009 dopo due esperienze a livello semiprofessionistico (nella sesta divisione inglese) con Burscough e Southport).

### Allenatore
Durante la sua permanenza al Burscough è stato anche vice allenatore del club, ruolo che ha mantenuto anche per alcuni mesi nella stagione 2008-2009 prima di riprendere a giocare con il Southport. Nella stagione 2014-2015 ha allenato il Daventry Town, club di Southern Football League Division One Central (ottava divisione).

## Palmarès

### Giocatore

#### Competizioni nazionali
- Football League Trophy: 1

Carlisle: 1996-1997